# Municipio de Lincoln (condado de Winnebago)
El municipio de Lincoln (en inglés: Lincoln Township) es un municipio ubicado en el condado de Winnebago en el estado estadounidense de Iowa. En el año 2010 tenía una población de 355 habitantes y una densidad poblacional de 4,76 personas por km².

## Geografía
El municipio de Lincoln se encuentra ubicado en las coordenadas 43°27′53″N 93°54′42″O / 43.46472, -93.91167. Según la Oficina del Censo de los Estados Unidos, el municipio tiene una superficie total de 74.54 km², de la cual 74,54 km² corresponden a tierra firme y (0 %) 0 km² es agua.

## Demografía
Según el censo de 2010, había 355 personas residiendo en el municipio de Lincoln. La densidad de población era de 4,76 hab./km². De los 355 habitantes, el municipio de Lincoln estaba compuesto por el 92,96 % blancos, el 0,28 % eran amerindios, el 1,13 % eran asiáticos, el 4,51 % eran de otras razas y el 1,13 % eran de una mezcla de razas. Del total de la población el 12,96 % eran hispanos o latinos de cualquier raza.